# Classe Orénoque
Pour le fleuve, voir Orénoque.
La classe Orénoque est une classe de quatre paquebots-poste — Orénoque, Équateur, Parana et Congo — construits au chantier naval de La Ciotat dans le Var pour la Compagnie des messageries maritimes entre 1874 et 1878, initialement pour assurer la ligne entre la France et l'Amérique du Sud. 

## Caractéristiques
- longueur HT : 124,9 mètres
- largeur : 12,07 mètres (12,3 mètres pour le Parana et le Congo)
- jauge brute : 3724 tx
- port en lourd : 2910 tonnes
- déplacement : 5410 tonnes
- passagers: 124 première classe, 66 seconde, 54 troisième, 500 émigrants en entrepont
- propulsion: une machine compound à 3 cylindres, remplacée ultérieurement (sauf pour le Parana) par une machine à triple expansion
- puissance : 2400 CV
- vitesse : 14 à 15 nœuds
- 1 hélice et 1 cheminée

## Navires

### L'Orénoque
Le navire est lancé le 22 février 1874 et affecté à la ligne entre la France et l'Amérique du sud jusqu'en août 1895, puis sur la ligne de Méditerranée orientale. En avril 1898, il assure une croisière en Grèce pour la Revue générale des sciences. En 1899, il rapatrie d'Afrique vers Marseille une partie de la mission Marchand puis quelques années plus tard, il transporte les athlètes français pour les Jeux olympiques intercalaires de 1906 en Grèce. En 1913, il est envoyé en Indochine pour servir de paquebot local en remplacement du Cachar. Il revient en Europe avec le début de la Première Guerre mondiale et de 1915 à 1920, il sert de transport de troupes en Atlantique et en Méditerranée, effectuant notamment le transport de troupes coloniales entre Dakar et Bordeaux, il est alors armé de canons. Entre septembre et octobre 1916, il effectue un transport de pèlerins musulmans entre Marseille et Djeddah en Arabie saoudite via Casablanca, Alger et Tunis. Le 22 avril 1917, il tire contre un sous-marin allemand semblant le couler. Après la guerre, il retourne au Vietnam, assurant la ligne entre Saignon et Haiphong jusqu'en février 1925 après quoi il est démoli. Le navire connait plusieurs accidents dans sa carrière, avec un abordage le 12 septembre 1917 devant Bizerte (Tunisie) avec le Bouvet, navire de la Compagnie havraise péninsulaire, qui est coulé. Le 9 septembre 1889, il connait une avarie totale de moteur au large de Bahia et est secouru par le cargo-mixte Savoie de la Société générale des transports maritimes qui le remorque. La même année, le 24 novembre, il aborde le trois-mâts Yvonne qui ne coule pas que grâce à son chargement de bois et le 20 février 1895, il s'échoue dans l'estuaire de la Gironde devant Pauillac.   

### L'Équateur
Lancé le 20 juin 1875, il est alors affecté sur la ligne entre Bordeaux et Montevideo avec un premier départ le 5 janvier 1876 et assure cette ligne jusqu'en 1896 En 1887, pour gagner en puissance sa machine compound est remplacée par une triple expansion. Entre 1896 à 1898, le navire assure la ligne dite Sud-Méditerranée (Égypte et Syrie), puis jusqu'en 1914 la ligne Nord Méditerranée (Grèce, Turquie et Syrie). Au début de la Première Guerre mondiale, il est bloqué en mer Noire par la fermeture des détroits et est alors transformé en navire-hôpital pour la marine impériale russe, un pays alors allié de la France. En 1919, il regagne Marseille où il est vendu à la casse en juillet 1922. Le navire ne connait pas d'accident notable mais alors qu'il est sur la ligne d'Amérique du Sud, un colis piégé explose à bord le 17 janvier 1894 tuant 3 personnes.

### LeParana
«  Parana (navire) » redirige ici. Pour les autres significations, voir Parana.
Lancé le 5 mars 1876, il est mis en service en septembre suivant sur la ligne entre Bordeaux et l'Amérique du Sud. Le 7 octobre 1877, lors de son cinquième voyage, il s'échoue puis se casse en deux sur la côte du Brésil non loin de Bahia, sans pertes humaines.

### LeCongo
Lancé le 17 mars 1878, le navire est affecté à la ligne entre Bordeaux et l'Amérique du Sud le 20 novembre 1878. C'est sur le Congo qu'en août 1888, l'empereur Pedro II et sa famille quittent le Brésil (l'ensemble de la Première classe leur ayant été réservé). Entre 1889 et 1896, il assure la ligne vers l'Extrême-Orient à la suite de la perte de l'Anadyr puis en Méditerranée la ligne vers le Levant. Il est ensuite vendu à la casse à Gênes en janvier 1913 sans avoir connu d'accident notable durant ses 35 ans de service.